# Кринанський канал
Кринанський канал (англ. Crinan Canal) — судноплавний канал на заході Шотландії, пам'ятка національного значення.

## Географія
Канал починається в невеликому селищі Кринан та закінчується у селі Ардрішайґ, перетинає півострів Кінтайр, створюючи судноплавний маршрут між річкою Клайд та Внутрішніми Гебридами, з'єднуючи затоку Файн з Атлантичним океаном. Управління каналу здійснюється державною корпорацією «Шотландські канали».

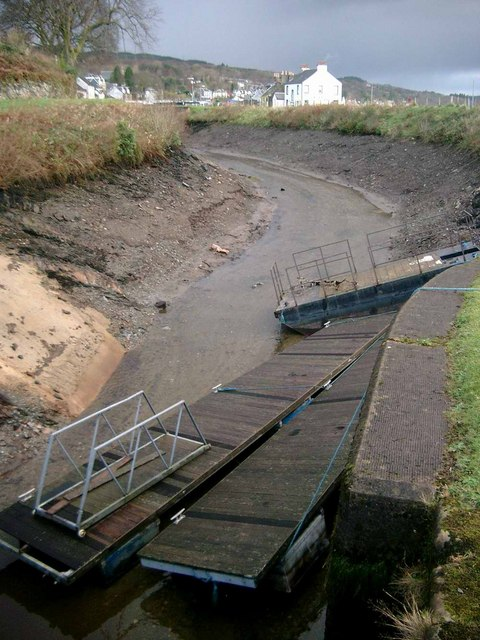
Ремонт ділянки каналу біля Ардрішайґа у 2006 році

Довжина каналу — 14 км. На каналі п'ятнадцять шлюзів та сім мостів: шість поворотних мостів та один висувний. Найвища точка каналу — 27 метрів над рівнем моря.
Вода в канал надходить з озер із сусідніх пагорбів, тому канал прісний. Ширина шлюзів — 7 метрів. Глибина каналу 3 метри.
Через канал можуть проходити судна з максимальними розмірами: довжина — 27 метрів, ширина — 6 метрів, осадка — 2,7 метра. Максимальна швидкість плавання по кану — 4 вузли.

## Історія
У 1771 році Джеймсу Ватту було поставлено завдання знайти найкращий маршрут для каналу, який би скоротив шлях вітрильним комерційним та риболовецьким суднам, щоб не потрібно було обходити півострів Кінтайр та обгинати мис Малл-оф-Кінтайр. Проект каналу був розроблений інженером Джоном Ренні Старшим.
1793 року Британський парламент прийняв закон про будівництво каналу. Будівництво каналу розпочалось у 1794 році, у 1801 році канал був відкритий, на два роки пізніше, ніж планувалося, через збільшення витрат на будівництво, погану погоду та брак робочої сили. Повністю будівництво каналу завершилось у 1809 році. У 1811 році під час шторму прорвало греблю водосховища, через що було завдано значного збитку каналу.
Між 1930 та 1932 роками з обох кінців каналу було зведено нові шлюзи, що полегшили доступ у канал.

## Світлини

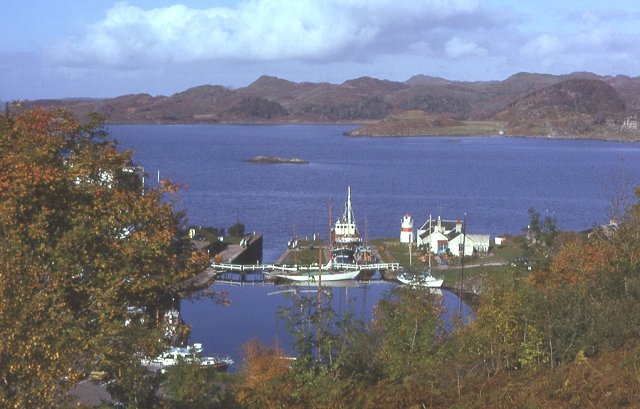
Початок каналу в Кринані
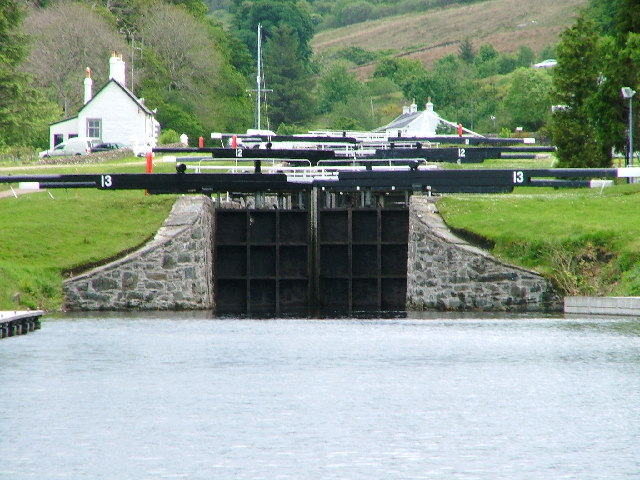
Вхідний шлюз у Кринані
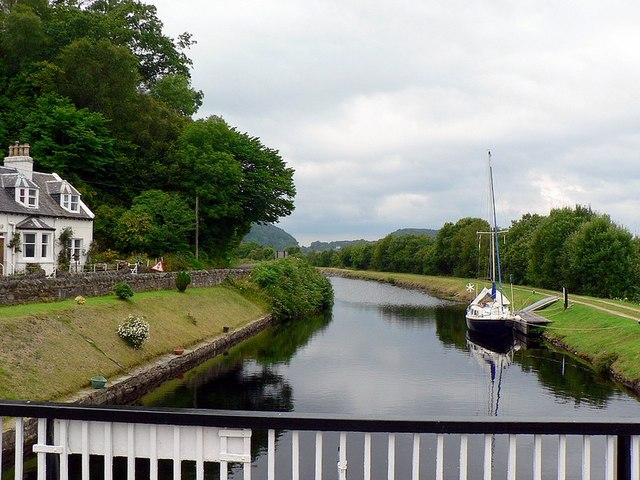
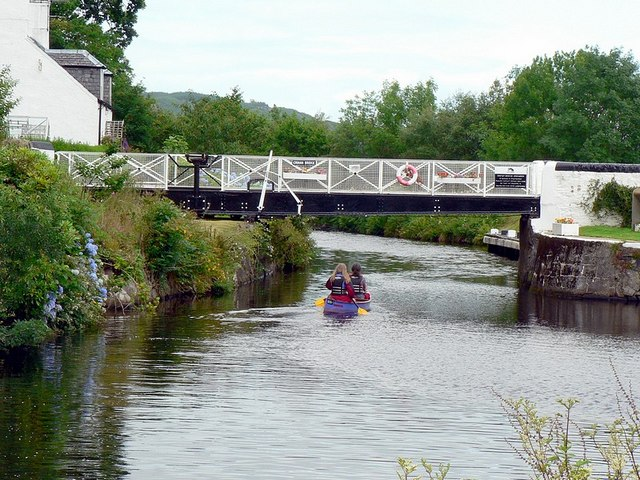
Поворотний міст на каналі
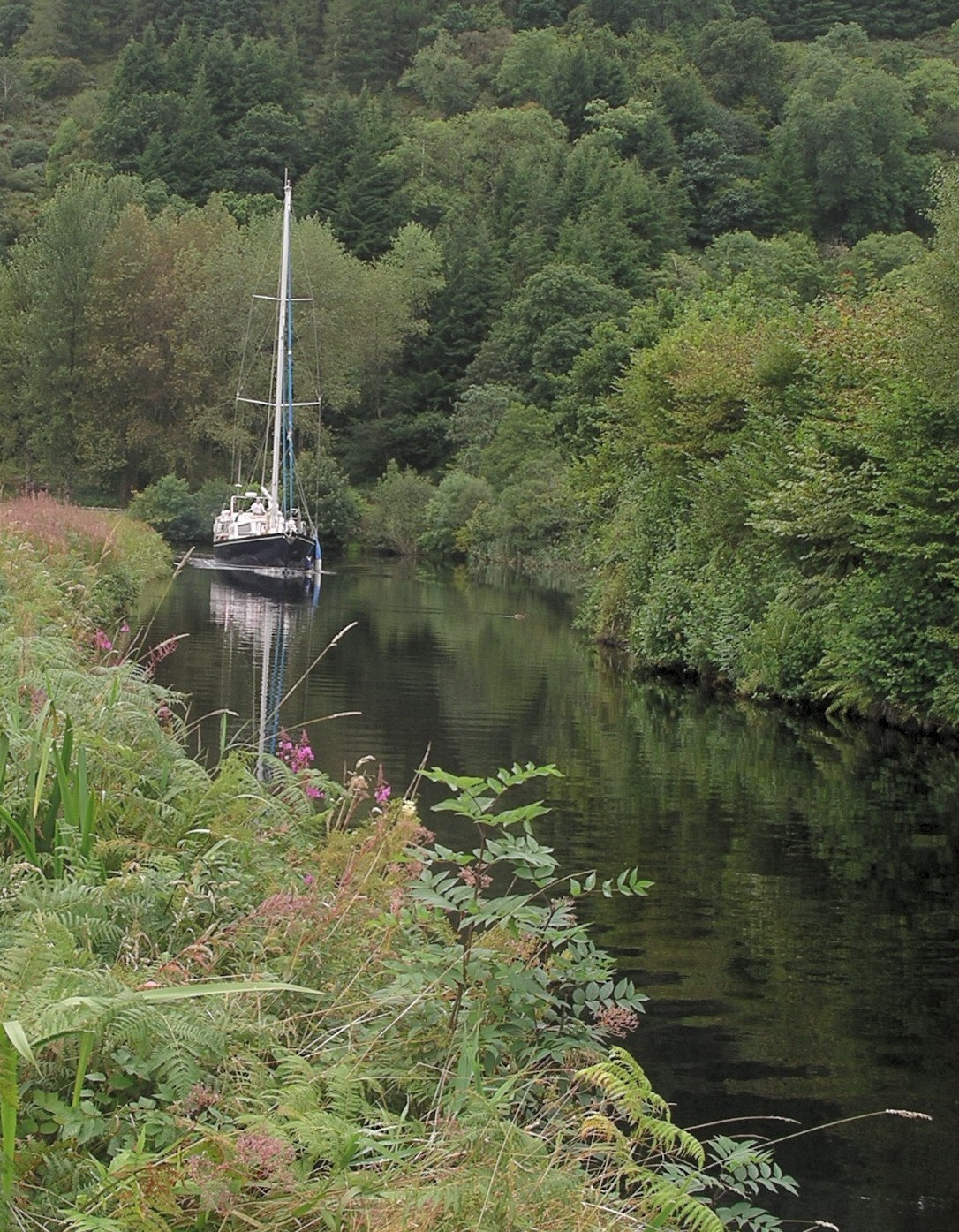